# Abby Champion
Abby Grace Champion (nacida el 28 de febrero de 1997) es una modelo estadounidense.

## Primeros años
Abby Grace Champion nació en Vestavia Hills (Estados Unidos), un suburbio de Birmingham, hija de Laura y Greg Champion. Tiene una hermana que también es modelo, así como dos hermanos. La campeona se graduó de Vestavia Hills High School, donde fue animadora. Un agente de Next Management la descubrió mientras estaba en las Bahamas para un concurso de belleza con su hermana. Champion había planeado ir a la Universidad de Auburn.

## Carrera
Champion debutó en el desfile de moda primavera/verano 2018 de Bottega Veneta. En marzo de 2018, apareció en un editorial de W. La siguiente temporada, otoño/invierno 2018, apareció en la portada de Russh y desfiló en desfiles para marcas como Balmain, Chanel, Elie Saab, Dolce & Gabbana y Miu Miu. También ha aparecido en campañas para Chanel y Miu Miu.
Además de muchas apariciones en Vogue, Champion ha estado en la portada de Vogue Japón con modelos como Mika Schneider, Vogue Hong Kong con modelos como Selena Forrest y Vogue Italia, entre otras. También apareció sola en la portada de Vogue Adria de mayo de 2024.

## Vida personal
Desde 2015, Champion ha estado en una relación con el actor Patrick Schwarzenegger y la pareja se comprometió en diciembre de 2023.